# Pico de' Manfredi

Stemma originario della casata dei Pico della Mirandola (1311-1432)

Pico (Piso) de' Manfredi (... – 1154 circa) è stato un politico italiano.

## Biografia
Era probabilmente figlio di Alberto, a sua volta figlio di Manfredo da Limidi. Nel 1154 ricoprì la carica di primo podestà di Reggio. Da Pico de' Manfredi derivò il cognome della nobile famiglia Pico che, agli inizi del XIV secolo, divenne signoria della Mirandola.

## Discendenza
Pico ebbe due figli:
- Alberto (?-1221 circa) detto "Da Borzano"
- Manfredino (?-1213 circa), politico, da cui discesero i signori di Mirandola